# Kępkowiec kolczastozarodnikowy

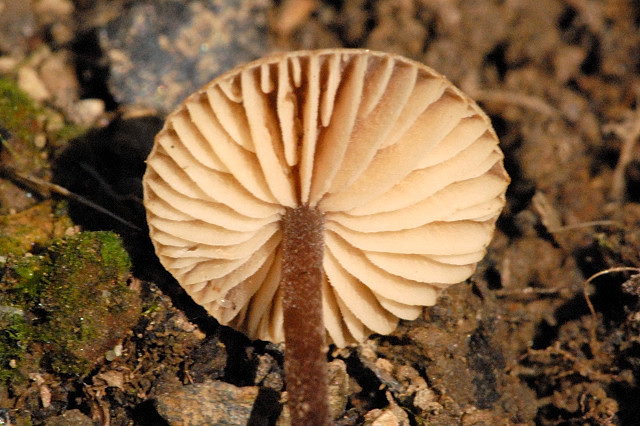

Kępkowiec kolczastozarodnikowy (Sagaranella tylicolor  (Fr.) V. Hofst., Clémençon, Moncalvo & Redhead) – gatunek grzybów należący do rodziny kępkowcowatych (Lyophyllaceae).

## Morfologia
Kapelusz
O średnicy 5–25 mm, początkowo półkulisty, dzwonkowaty, później stożkowy, a następnie płaski, zawsze z mniej lub bardziej wyraźnym garbkiem, prążkowany niemal do środka. Brzeg, ostry, wystający nieco poza blaszki. Jest higrofaniczny; w stanie wilgotnym ciemnoszarobrązowy i bledszy na brzegu, w stanie suchym jasnobeżowy do ochrowego. Powierzchnia młodych okazów jedwabiście połyskująca, potem matowa.
Blaszki”
W liczbie 22–25, l = 3, szerokie, jasnoszare, prawie wolne, krawędzie w kolorze kapelusza, gładkie do drobno ząbkowanych.
Trzon
Wysokość 30 – 50 mm, grubość 1–2 mm, cylindryczny, nieco skręcony, pusty, kruchy. Powierzchnia gładka, satynowa, wzdłużnie włókniście żłobkowana, srebrzystobiała, czasem ze słabym brązowym odcieniem, szczególnie w kierunku podstawy, górą nieco biała.
Miąższ
Cienki, w stanie wilgotnym szarobrązowy i wodnisty. Zapach lekko rzodkiewkowy, smak łagodny, lekko mączny.
Cechy mikroskopowe
Bazydiospory 6-8 × 4–6,5 μm, kolczaste.

## Systematyka i nazewnictwo
Pozycja w klasyfikacji według Index Fungorum: Sagaranella, Lyophyllaceae, Agaricales, Agaricomycetidae, Agaricomycetes, Agaricomycotina, Basidiomycota, Fungi.
Po raz pierwszy opisał go w 1818 r. Elias Fries nadając mu nazwę Agaricus tylicolor. Obecną nazwę nadali mu V. Hofst., Clémençon, Moncalvo i Redhead w 2014 r. Ma kilkanaście synonimów. Niektóre z nich:
- Lyophyllum plexipes (Fr.) Kühner & Romagn. 1953
- Lyophyllum tylicolor (Fr.) M. Lange & Sivertsen 1966
- Tephrocybe plexipes (Fr.) Kühner & Romagn. ex P.-A. Moreau & Courtec. 2008
- Tephrocybe tylicolor (Fr.) M.M. Moser 1978
- Tephrophana plexipes (Fr.) Métrod 1962

Władysław Wojewoda w 2003 r. zaproponował polską nazwę kępkowiec kolczastozarodnikowy dla synonimu Lyophyllum tylicolor. Jest niespójna z aktualną nazwą naukową.

## Występowanie
Występuje w Ameryce Północnej, Europie, Azji i Australii. W literaturze naukowej na terenie Polski do 2003 r. podano 5 stanowisk, w późniejszych latach podano następne. Nowsze stanowiska podaje internetowy atlas grzybów. Kępkowiec kolczastozarodnikowy znajduje się w nim na liście gatunków zagrożonych i wartych objęcia ochroną.
Grzyb naziemny, saprotrof. Występuje wśród mchów torfowców na torfowiskach i w lasach na kwaśnych glebach.